# Gløgg
Gløgg blev først kaldt "glødet vin" (først skrevet "glødg"), og den havde et betydeligt lavere alkoholindhold end nutidens gløgg. Snarest mindede gløggen fra det 19. århundrede om den "glühwein", som serveres i det tysksprogede område. Da man opdagede, at karamelliseret sukker forbedrede smagen, opstod den stærke gløgg. Man anbragte nemlig sukkeret på et net over gløggen, antændte alkoholdampene og lod flammen smelte sukkeret ned i gløggen. Man blev dog hurtigt opmærksom på, at metoden halverer alkoholindholdet i gløggen, så den bruges ikke meget længere. Samtidigt med at alkoholprocenten steg, tilsatte man mere krydderi, og ret beset har dagens gløgg ikke meget til fælles med den oprindelige, glødede vin.
Pendanter til glögg er tysk Glühwein, fransk vin chaud og engelsk mulled wine.

## Historie
Selv om ordet gløgg er forholdsvist nyt (det kommer af svensk glögg), så har traditionen med varm, krydret vin en lang forhistorie. Allerede antikkens grækere kendte til at søde og krydre vin. Under inspiration af den franske brulôt begyndte man i det 17. århundrede at servere varm cognac med smeltet sukker i. Senere blev cognac erstattet med vin, og drikken kom efterhånden til at ligne vore dages gløgg mere og mere. 
Det var dog først hen mod slutningen af det 19. århundrede, at gløgg blev til en juletradition. Ingen ved længere, hvordan det gik til, men formentlig var en varm og sød drik velkommen ved midvinter. Traditionen blev hjulpet godt på vej af driftige forretningsfolk, og omkring år 1900 fandt svenske spritfabrikanter på at forsyne gløggflaskerne med farvestrålende etiketter med julenisser og andre julefigurer. I dag er gløgg i mange varianter – med eller uden alkohol – blevet en fast bestanddel af de flestes forestillinger om julen.

## Gløgg som helsedrik
Fra første færd var gløgg en helsedrik eller ligefrem en medicin, som kunne bruges mod flere forskellige sygdomme – formentlig især dem, som hænger sammen med vinterdepressioner. I skrifter fra antikken står om de helbredende krydderier og urter, der blev lagt i opvarmet vin. I Norden var varm vin populær allerede i Middelalderen.
I Sverige (og i Danmark) har man drukket varm vin siden det 16. århundrede. Vin blev anset for at være helsebringende, og da den svenske nationalhelt Gustav Vasa kunne lide den varme drik, gav det drikken en betydelig prestige. Især var hans egen favorit efterspurgt: en blanding af rødvin, sukker, honning, kanel, ingefær, kardemomme og nelliker.